# Hydrolagus lusitanicus
Hydrolagus lusitanicus är en broskfiskart som beskrevs av Moura, Figueiredo, Bordalo-machado, Almeida och Marcelo Gordo 2005. Hydrolagus lusitanicus ingår i släktet Hydrolagus och familjen havsmusfiskar. Inga underarter finns listade i Catalogue of Life.
Arten förekommer i havet framför Portugal. Den vistas främst i regioner som ligger 1600 till 2400 meter under havsytan.
Exemplar av arten hittades som bifångst under trålfiske. Honor var med en längd av 98.5 till 117,5 cm större än hannar som hade en längd av 81,5 till 95,5 cm.
I området är trålfiske på dolkfisk (Aphanopus carbo) vanligare i regioner högre upp på kontinentalsockeln. Risken att Hydrolagus lusitanicus dödas som bifångst är minimal. Hydrolagus lusitanicus listas därför av IUCN som livskraftig (LC).